# Escolha o seu Caminho
Escolha o seu Caminho é o segundo extended play do grupo brasileiro de rap Racionais MC's, lançado pela gravadora Zimbabwe em 1992.

## Descrição
No final de 1992, os Racionais MC's lançaram um EP com o título de Escolha o seu Caminho, com as faixas "Negro Limitado" e "Voz Ativa", que teve ainda dois mixes.

## Faixas

### Lado A
| Nº | Título                   | Compositor(es)                  | Sample(s)                                                                               | Duração |
| -- | ------------------------ | ------------------------------- | --------------------------------------------------------------------------------------- | ------- |
| 1  | Voz Ativa (Versão Rádio) | Mano Brown, Ice Blue e Edi Rock | "Laid Back Funk" (Darkness Of Evil)                                                     | 5:09    |
| 2  | Voz Ativa (Versão Baile) | Mano Brown, Ice Blue e Edi Rock | "Givin' Up Food for Funk" (The J.B.'s) "Transmograpfication" (Fred Wesley e The J.B.'s) | 5:09    |

### Lado B
| Nº | Título                 | Compositor(es)                  | Sample(s)                  | Duração |
| -- | ---------------------- | ------------------------------- | -------------------------- | ------- |
| 1  | Voz Ativa (a cappella) | Mano Brown, Ice Blue e Edi Rock | Nenhum                     | 5:09    |
| 2  | Negro Limitado         | Mano Brown e Edi Rock           | "Walk on By" (Isaac Hayes) | 6:28    |

## Formação
- Mano Brown - Vocais
- Ice Blue - Vocais
- Edy Rock - Vocais
- KL Jay - DJ